# Viticuso
Viticuso est une commune italienne située dans la province de Frosinone, dans la région Latium, en Italie centrale.

## Économie

### Énergie
Il parco eolico di Viticuso est un projet qui a débuté en 2002. En 2007, sept éoliennes sont installées sur le mont Maio qui domine Viticuso.

## Administration
| Période                                  | Période        | Identité                  | Étiquette | Qualité |
| ---------------------------------------- | -------------- | ------------------------- | --------- | ------- |
| 30 mai 2006                              | 3 octobre 2021 | Edoardo Antonino Fabrizio |           |         |
| 4 octobre 2021                           | En cours       | Vicenzo Iannetta          |           |         |
| Les données manquantes sont à compléter. |                |                           |           |         |

### Communes limitrophes
Acquafondata, Cervaro, Conca Casale, Pozzilli, San Vittore del Lazio, Vallerotonda